# Liberté
"Liberté" (tiếng Pulaar: 𞤐𞤁𞤋𞤃𞤓, Tiếng Việt: Tự do) là quốc ca của Cộng hoà Guinea. Nhạc và lời được sáng tác bởi Korofo Moussa vào năm 1904, sau đó phần lời được chỉnh sửa bởi Fodéba Keïta và Jean Cellier. Fodéba Keïta cũng đã làm vậy với phần nhạc của bài hát.

## Lịch sử

### Bài hát của Korofo Moussa
Âm nhạc của bài ca bắt nguồn từ một bài hát ca ngợi vua cuối những năm 1800 của Labé, ở Fouta Djallon, Alpha Yaya Diallo (hoặc Alfa Yaya). Alpha Yaya cùng với Samory Touré, người sáng lập Đế quốc Wassoulou, được người Guinea coi là một trong những tiền thân của quốc gia Guinea hiện đại, một phần là do những nỗ lực quyết liệt của ông để chống lại sự thực dân hóa.
Năm 1904, Alpha Yaya là một trong nhiều tù trưởng và vua truyền thống được triệu tập đến một hội nghị giáo lý với thực dân Pháp, những người vẫn đang trong quá trình củng cố lãnh thổ của mình. Các trưởng đoàn đều mang theo một tùy tùng cho cuộc hành trình; trong đoàn tùy tùng của Alpha Yaya là Griot Korofo Moussa, đến từ Kissidougou ở miền nam đất nước. Alpha Yaya đến hội nghị vào ngày thứ sáu, và Korofo Moussa được cho là đã ngẫu hứng ngẫu hứng, cùng với nhóm vũ công và người chơi kora của mình, một bài hát ca ngợi Alpha Yaya sau khi ông đến. Bài hát bắt đầu với dòng "Alpha Yaya, Mansa bè Manka" ("Alpha Yaya, mansa (các vị vua) không giống nhau"). Theo Fodéba Isto Keira, cựu Bộ trưởng Thanh niên, Thể thao và Văn hóa, buổi biểu diễn diễn ra trong tòa nhà của Cục Cảnh sát Tư pháp hiện đại ở quận Kaloum, thuộc thành phố Conakry (nay là thủ đô của Guinea).
Khúc nhạc của Korofo Moussa nhanh chóng trở nên phổ biến; nó đã được hát và biểu diễn bởi tất cả những khán giả trong phần còn lại của hội nghị, và trong vài ngày nó đã được biết đến khắp Conakry. Cá nhân  Alpha Yaya ngay lập tức được đào tạo để biểu diễn bài hát. Sau sự trở lại của các vị vua và các tùy tùng của họ đến vùng của họ, bài hát đã lan rộng khắp đất nước.

### Bản quốc ca hiện đại
Sau khi giành được độc lập vào năm 1958, lời bài hát của Korofo Moussa đã được nghệ sĩ, biên đạo múa và chính trị gia Fodéba Keïta và Jean Cellier viết lại bằng tiếng Pháp cho quốc ca của Guinea. Giai điệu của Korofo Moussa được giữ lại cho bài quốc ca. Theo Keira, Keïta đã sử dụng phương pháp solfège khi làm việc với âm nhạc. Keira nói rằng bài quốc ca phải được lấy cảm hứng từ một điều gì đó từ Fouta Djallon vì mục đích tránh thất vọng và giữ gìn sự đoàn kết dân tộc.
Bài quốc ca được thông qua sau khi độc lập vào ngày 2 tháng 10 năm 1958 và được đưa vào điều 1 của hiến pháp Guinea ngày 10 tháng 11 năm 1958. Bản dịch quốc ca sang tiếng Maninka được thực hiện bởi Djeli Mamoudou Kandé (khoảng 1935 - 2008) từ Dàn hòa tấu Nhạc cụ. Theo Kandé, khi còn là Bộ trưởng Bộ Nội vụ, Fodéba Keïta trên thực tế đã yêu cầu ông viết lời cho bài quốc ca vài tháng sau khi độc lập.
Bài quốc ca được phát trên đài truyền hình quốc gia vào cuối mỗi ngày phát sóng.

## Lời bài hát

### Lời tiếng Pháp
Peuple d'Afrique
Le Passé historique
Que chante l'hymne de la Guinée fière et jeune
Illustre épopée de nos frères
Morts au champ d'honneur en libérant l'Afrique !
Le peuple de Guinée prêchant l'unité
Appelle l'Afrique.
Liberté ! C'est la voix d'un peuple
Qui appelle tous ses frères de la grande Afrique.
Liberté ! C'est la voix d'un peuple
Qui appelle tous ses frères à se retrouver.
Bâtissons l'unité africaine
Dans l'indépendance recouvrée.

### Dịch sang tiếng Việt
Hỡi nhân dân châu Phi
Hãy nhìn vào những trang sử
Hát vang khúc ca ấy cho đất nước Guinea đẹp đẽ và trẻ trung này
Lừng lẫy làm sao những bậc cha anh
Đã hy sinh để châu Phi được tự do!
Nhân dân Guinea đã cùng khuyên nhau đoàn kết
Theo tiếng gọi châu Phi.
Tự do ơi! Đây tiếng thét của dân tộc
Cùng hô hào anh em chiến đấu vì châu Phi vĩ đại này.
Tự do ơi! Đây tiếng thét của dân tộc
Cùng hô hào anh em tập hợp lại.
Để xây dựng một châu Phi thống nhất
Trong công cuộc giành lại nền độc lập kia.